# Kubok SSSR 1983
La Kubok SSSR 1983 fu la 42ª edizione del trofeo. Vide la vittoria finale dello Šachtar, che così conquistò il suo quarto titolo.

## Formula
Le squadre partecipanti furono 39 ed erano previsti in tutto sei turni, tutti ad eliminazione diretta; al primo turno parteciparono solo 22 formazioni a cui si aggiunsero 17 formazioni della Vysšaja Liga 1983, cioè tutte tranne la Dinamo Kiev; quest'ultima entrò in tabellone direttamente dai quarti.

## Risultati

### Primo turno
| Squadra 1        | Risultato       | Squadra 2           |
| ---------------- | --------------- | ------------------- |
| Istra            | 2 - 0           | Zorja               |
| Daugava Rīga     | 1 - 2           | Dinamo Kirov        |
| Guria Lanchkhuti | 0 - 0 (6-5 dcr) | Fakel Voronež       |
| Qairat           | 2 - 0           | Kuzbass Kemerovo    |
| Kolos Nikopol'   | 1 - 0           | Tekstilščik Ivanovo |
| Kuban'           | 3 - 0           | Dnepr Mogilëv       |
| CSKA Pamir       | 0 - 1 (dts)     | Rotor               |
| Tavrija          | 1 - 0           | SKA Karpaty         |
| Zvezda Džizak    | 0 - 1           | Lokomotiv Mosca     |
| SKA Rostov       | -               | Šinnik              |
| SKA-Chabarovsk   | -               | Metalurh Zaporižžja |

### Secondo turno
| Squadra 1        | Risultato       | Squadra 2         |
| ---------------- | --------------- | ----------------- |
| Dinamo Mosca     | 1 - 0           | Kuban'            |
| Nistru Kišinëv   | 0 - 2           | T'orp'edo Kutaisi |
| Šachtar          | 2 - 0           | Žalgiris          |
| Čornomorec'      | 1 - 0           | Kolos Nikopol     |
| Dnepr            | 2 - 0           | Lokomotiv Mosca   |
| Dinamo Kirov     | 0 - 0 (4-5 dcr) | Ararat            |
| Metalist         | 0 - 0 (6-5 dcr) | Qairat            |
| Neftçi Baku      | 1 - 1 (3-4 dcr) | CSKA Mosca        |
| Paxtakor         | 2 - 1           | SKA-Chabarovsk    |
| Rotor            | 1 - 0           | Dinamo Tbilisi    |
| SKA Rostov       | 3 - 2           | Dinamo Minsk      |
| Spartak Mosca    | 3 - 2 (dts)     | Tavrija           |
| Torpedo Mosca    | 1 - 0           | Guria Lanchkhuti  |
| Zenit Leningrado | 3 - 0           | Istra             |

### Ottavi di finale
| Squadra 1         | Risultato   | Squadra 2        |
| ----------------- | ----------- | ---------------- |
| Ararat            | 0 - 2       | Metalist         |
| Čornomorec'       | 2 - 4       | Zenit Leningrado |
| CSKA Mosca        | 2 - 1       | SKA Rostov       |
| Dnepr             | 3 - 1       | Torpedo Mosca    |
| Paxtakor          | 0 - 1       | Dinamo Mosca     |
| Spartak Mosca     | 2 - 3 (dts) | Šachtar          |
| T'orp'edo Kutaisi | 3 - 2 (dts) | Rotor            |

### Quarti di finale
| Squadra 1        | Risultato       | Squadra 2         |
| ---------------- | --------------- | ----------------- |
| CSKA Mosca       | 2 - 1           | Dnepr             |
| Dinamo Mosca     | 1 - 3 (dts)     | Šachtar           |
| Metalist         | 0 - 0 (5-3 dcr) | T'orp'edo Kutaisi |
| Zenit Leningrado | 3 - 1           | Dinamo Kiev       |

### Semifinali
| Squadra 1  | Risultato       | Squadra 2        |
| ---------- | --------------- | ---------------- |
| CSKA Mosca | 0 - 1 (dts)     | Metalist         |
| Šachtar    | 1 - 1 (4-3 dcr) | Zenit Leningrado |

### Finale
| Mosca 8 maggio 1983, ore ?:?                     | Šachtar   | 1 – 0 | Metalist | Stadio Centrale Lenin (30.000 spett.) |
| \| \| \| \| \| Yashchenko 23’ \| Marcatori \| \| |           |       |          |                                       |
|                                                  |           |       |          |                                       |
| Yashchenko 23’                                   | Marcatori |       |          |                                       |